# Maria Bertilla Boscardin
Maria Bertilla Boscardin (ur. 6 października 1888 w Brendoli, zm. 20 października 1922) – włoska święta Kościoła katolickiego.

## Życiorys
Anna Francesca Boscardin urodziła się 6 października 1888 roku. Była córką rolników Angelo i Marii Teresy Benetti. W 1905 roku wstąpiła do zgromadzenia Sióstr Świętej Doroty Córek Najświętszych Serc w Vicenzy i przyjęła imię zakonne Maria Bertilla. Po początkowym okresie pracowała w kuchni i pralni. Potem rozpoczęła pracę jako pielęgniarka w szpitalu, gdzie opiekowała się chorymi dziećmi. W czasie I wojny światowej opiekowała się rannymi żołnierzami. W 1922 roku przeszła operację usunięcia guza i zmarła trzy dni później.
Została beatyfikowana przez papieża Piusa XII w dniu 8 czerwca 1952 roku, a kanonizowana przez Jana XXIII w dniu 11 maja 1961 roku.